# Літературна премія «Metaphora»
Літературна премія «Metaphora» — це українська щорічна приватна літературна премія для перекладачів за роботи, здійснені в жанрах «поезія» та «есеїстика» із усіх європейських мов, крім російської. Грошовий еквівалент нагороди становить 600 доларів США. 2012 року її заснувала Діана Клочко й Ігор Померанцев. Фундатор — Ігор Померанцев.

## Загальні положення
Засновники премії трактують її місію як концентрацію та представлення найкращих перекладів українською мовою, здійснених у жанрах «поезія» та «есеїстика» із усіх європейських мов, крім російської. На розгляд приймають також переклади зі східних мов — як виняток, після відповідних консультацій із фахівцями. Умовою належності до жанру «есеїстика» поданих на розгляд перекладних політологічних, філософських, літературознавчих, екзистенційних та інших текстів є те, що в означенні їх опублікованих оригіналів автори чи / і видавці вжили слово «есей» чи «есеїстика».
На конкурс премії приймаються переклади творів, написаних у ХІХ і ХХ століттях, не опубліковані в друкованому чи електронному вигляді. Обсяг кожного зокрема взятого перекладного тексту не може перевищувати 20 тисяч знаків (з пробілами). Кількість текстів від одного учасника конкурсу не обмежена. До кожного перекладу належить долучити оригінал і вказати джерела його походження.
Усі надіслані на конкурс матеріали спершу проходять атестацію у фахових консультантів — знавців поетики та відповідної мови, а тоді після схвалення оприлюднюються на призначеній для цього сторінці електронного часопису ALARUM.
Дату, до якої приймають запропоновані матеріали, визначають щорічно, коли оголошують про наступний конкурс.
Про результати конкурсу цієї щорічної премії оголошує один із членів журі або один із засновників. Переможець отримує гонорар, еквівалентний 600 доларам США. Премію вручають не пізніш як 16 вересня в одному з ресторанів Чернівців або Києва. На цій урочистості переможець має відкоркувати пляшку вина й випити його разом із членами журі та засновниками.
Конкурсні матеріали подаються заздалегідь електронною поштою.

## Історія
2012 року Діана Клочко й Ігор Померанцев започаткували літературну премію «Metaphora» як засіб стимулювати перекладання поезії та есеїстики. Видавці неохоче друкують твори таких жанрів і якщо й платять гонорари, то невеликі. Часто перекладачам доводиться друкувати власним коштом свої ж таки праці.
Засновники вибрали саме таку назву нагороди, взявши за основу буквальність і переносність грецького слова μεταφορά:
| Вулицями грецьких міст курсують фургончики, що розвозять хліб, вино, сир, олію, на бортах котрих написано «metaphore», що й означає «перевезення». Літературний переклад — це також перевезення, тому перекладачів сміливо можна порівнювати з отими грецькими фургонами. Щоправда, перекладачі транспортують інші необхідні предмети: слова та нові сенси, переміщаючи їх за межі певної мови як цінний вантаж. Метафорично кажучи, вартість перекладу є вартістю поживи, життєво необхідної людині, котра знає кілька мов і дослухається до творення нових сенсів мовлення. |

## Члени журі

### 2012 рік
- Марк Белорусець (Київ), Олександр Бойченко (Чернівці), Петро Рихло (Чернівці), Ірина Славінська (Київ)

### 2013 рік
- Марк Белорусець (Київ), Дзвенислава Матіяш (Київ), Петро Рихло (Чернівці), Ірина Славінська (Київ), Ірина Шувалова (Київ)

### 2014 рік
- Марк Белорусець (Київ), Андрій Маслюх (Львів), Дзвенислава Матіяш (Київ), Ірина Славінська (Київ), Ірина Шувалова (Київ)

### 2015 рік
- Марк Бєлорусець (Київ), Андрій Маслюх (Львів), Дзвенислава Матіяш (Київ), Остап Ножак (Чернівці), Ірина Славінська (Київ), Ірина Шувалова (Київ)

### 2016 рік
- Андрій Маслюх (Львів), Дзвенислава Матіяш (Київ), Ірина Славінська (Київ), Остап Ножак (Чернівці), Мірек Боднар (Івано-Франківськ), Валерій Бутевич (Варшава)

### 2017 рік
- на сайті премії інформація за цей рік відсутня

### 2018 рік
- Марк Бєлорусець (Київ), Валерій Бутевич (Варшава), Дзвенислава Матіяш (Київ), Ірина Піговська (Львів), Олексій Шендрик (Київ)

### 2019 рік
- Валерій Бутевич (Варшава), Наталя Бельченко (Київ), Маріанна Кіяновська (Львів), Ірина Піговська (Київ), Ганна Улюра (Київ)

### 2020 рік
- Марк Бєлорусець (Київ), Ірина Славінська (Київ), Євгенія Кононенко (Київ), Юлія Шекет (Київ)

## Лауреати

### 2012
- Роман Скакун — за переклади поезій Томаса Стернза Еліота

Дипломанти:
- Ірина Шувалова — за переклад віршів Теда Г'юза
- Олександра Гординчук — за переклад есею Джорджа Орвелла «Маракеш»
- Неля Ваховська — за переклад есею Хосе Ф. А. Олівера
- Галина Крук — за переклад віршів Казімєжа Вєжинського
- Лілія Кухарська — за переклад есею Анджея Стасюка «Сука»

- Особливим подарунком від Світлани Фесенко нагороджено Андрія Маслюха — за переклад есеїв Олдоса Гакслі та Умберто Еко

### 2013
- Остап Ножак — за переклад з польської поезій Боґуслава Фалицького, Ярослава Міколаєвського та есеїв Радослава Новаковського

Дипломанти:
- Андрій Маслюх — за переклад есею Марка Твена
- Олена Балера — за переклад поеми Вільяма Батлера Єйтса
- Наталія Трохим — за переклад віршів Томаса Венцлови
- Наталія Дьомова — за переклад віршів Едни Сент-Вінсент Міллей
- Ірина Забіяка — за переклад віршів Івана Верніша
- Олег Коцарев — за переклад віршів Івана Верніша

- Особливим подарунком від часопису «Українська культура» нагороджені: Остап Ножак, Андрій Маслюх, Наталія Трохим
- Особливим подарунком від художниці Інги Леві нагороджена Наталія Трохим
- Особливим подарунком від Діани Клочко нагороджений Назарій Назаров — на пропозицію членів журі Ірини Шувалової і Марка Белорусця

### 2014
Переможець премії:
- Катерина Калитко — за всі подані переклади

Переможець премії «Переклад одного вірша»:
- Наталя Бельченко

Дипломанти:
- Олексій Оболенський — за переклад есеїв Зіґфріда Ленца «Мої ніжні зулейки»
- Анна Вовченко — за всі подані переклади
- Ірина Гаврилюк — за переклад добірки віршів Чарлза Буковскі «Любов — це собака з пекла»
- Ірина Карівець — за всі подані переклади
- Ольга Смольницька — за переклад добірки віршів «З ірландських англомовних поетів»

- Особливим подарунком від Польського Інституту нагороджений Остап Ножак — за переклад циклу віршів Анети Камінської.
- Особливим подарунком від Ґете-Інституту нагороджений Олексій Оболенський — за переклад есеїв Зіґфріда Ленца «Мої ніжні зулейки»

### 2015
Переможець премії:
- Мірек Боднар — за переклади з американських і польських поетів

Дипломанти:
- Зоя Бідило — за переклад есею Джона Ешбері «Автопортрет в опуклому дзеркалі»
- Тетяна Винник — за переклад поезій Сільвії Платт
- Роксолана Задорожна — за переклад есею Адама Заґаєвського «Львів»
- Ірина Карівець — за переклад есею Хорхе Кадавіда «Мова поезії: між аналогією і утаєнням»
- Тетяна Кривов'яз — за переклад поезій Едварда Томаса
- Анатолій Мойсієнко — за переклад збірки поезій «Білоруський сонет»

Одержали заохочувальні нагороди:
- Ірина Гаврилюк — за переклад вибраних поезій Фернандо Пессоа і Пабло Неруди
- Ольга Смольницька — за переклади з англійських і польських поетів
- Наталія Трохим — за переклад вірша Володимира Орлова «Клава»

### 2016
Переможці:
- Валерій Бутевич — за переклади есеїв і поезій Збіґнєва Герберта
- Олександра Гординчук — за переклад збірки «Чімаманди Нґозі Адічі „Нам усім слід бути фемініст(к)ами“
- Особлива відзнака: Ольга Андрухова — за переклад есеїв Джуліана Барнза
- Спеціальна відзнака пам'яті Нонни Сорокіної за переклад із сербської: Олена Концевич — „З поезій Мілени Маркович“

Дипломанти:
- Юрій Зуб. Вілле-Югані Сутинен. „П'ять варіацій України“
- Северин Маркіян Сокальський. Олдос Гакслі. „Музика вночі“
- Наталія Шимон. Антьє Равіч Штрубель. „Що залишається явним“, Армін Баумґартнер. „Коли фрау Шу хвилюється“
- Марина Семенкова. Крістофер Хітченс. „Смерть в законі: роздуми очевидця“
- Ольга Здір. Федеріко Гарсія Льорка. „Поема канте хондо“
- Максим Солодовник. „З поезій Ґеорґа Гайма“
- Наталія Дьомова. „З поезій Віслави Шимборської“
- В'ячеслав Левицький. „З білоруської поезії 1990-х — 2010-х років“, Альгерд Бахаревич. „Герберт Веллс, заслужений вчитель БРСР“
- Олена Балера. „З Роалда Дала“
- Софія Челяк. „З поезій Вацлава Граб'є“

### 2017
Переможці:
- Ірина Піговська — за переклад фрагменту з поеми Бернарда Клюнійського „De contemptu mundi“
- Олексій Шендрик — за переклад есею Маріо Варґаса Льйоси „Короткий роздум про культуру“

Особливі відзнаки:
- Спеціальна відзнака пам'яті Нонни Сорокіної за переклад із сербської: Ніна Макуха — за переклад поезій Марко Ружича і Мілована Данойліча
- Особлива відзнака від видавництва „Nebo Publishing“ — Дар'я Мунько, за переклад есеїв Ніла Геймана

Дипломанти:
- Катерина Білик — за переклад есею Жанети Налевайк „Постаті часу — час постатей“
- Олександр Вешелені — за переклад кількох есеїв Ласло Краснагоркаї з книги „Світ іде“»
- Юлія Погинайко — за переклад есею Джойс Керол Оутс «Протистояння Природі»
- Юлія Полтавець — за переклад есею Ґеорґі Ґосподинова «Забезпечено літературою»

Особисті подарунки від Діани Клочко:
- Зоя Бідило — за переклад поезій Катулла
- Роксолана Задорожна — за переклад есею «Валері Фрітч. З первоцвітами розплющуємо заспані очі»
- Наталія Саміляк — за переклад есеїв Ніла Деграсс Тайсона і Джима Холта
- Саша Яцина — за переклад есею Меґан О'Ґіблін. «Бог у машині: химерний шлях. Як я відкрила для себе трансгуманізм»

### 2018
Переможці:
- Євгенія Кононенко — за переклад вінка сонетів Ярослава Сейферта «Ти, Праго, мов хмільний напій…»
- Христина Назаркевич — за переклад віршів Маріон Пошман зі збірки «Позичені краєвиди»

Особливі відзнаки:
- Спеціальна  відзнака пам'яті Нонни Сорокіної за переклад із сербської:
  - Ірина Маркова — за переклад есею Мілєнка Єрговича «Це все вона — смерть»
  - Володимир Криницький — за переклад есею Іва Андрича «Як я входив у світ книжок і літератури»

Дипломанти:
- Наталія Бельченко  — за переклад поезій Ярослава Івашкевича «З італійських віршів»
- Гєнік Бєляков  — за переклад вибраних поезій Ґреґорі Корсо
- Ія Ківа  — за переклад есею Кшиштофа Сьроди «Полишений рай на іншому боці Вісли»
- Христина Медвідь  — за переклад есею Розі Сфінкс «„Міста збудовані з мови“: як поезія живиться життям міста»
- Анастасія Жищинська  — за переклад есею Лори Мо «Ритми страху»

Особисті відзнаки від Діани Клочко:
- Олена Галицька  — за переклад есею Карл-Маркуса Ґауса «Нескінченна прогулянка. Одеса»
- Наталія Футерко  — за переклад есею Вірджинії Вулф «Портрет жительки Лондона»
- Михайло Янишівський  — за переклад есею Зємовіта Щерека «Дніпро»

### 2019
Переможець премії:
- Юлія Шекет — за переклад вірша Осипа Мандельштама «Метроном»

Дипломанти премії (за переклади з Осипа Мандельштама):
- Домінік Арфіст , Олена Балера, Ольга Бойко, Юлія Вротна, Ілько Колодій, Володимир Магдисюк, Ластівка Польова, Володимир Чайковський, Аркадій Штипель

### 2020
Переможець премії:
- Ія Ківа — за переклад есею Анки Хербут «Гатракеба. Замальовки з Грузії»

Особливі відзнаки:
- Спеціальна  відзнака пам'яті Нонни Сорокіної за переклад із сербської:
  - Олена Концевич  — за переклад есею Іво Андріча «Про вино»
  - Ніна Макуха  — за переклади з сербської поезії

Дипломанти:
- Наталія Бельченко  — за переклади з польської поезії
- Тетяна Марченко  — за переклад есею Еріка Азімова «Як важливо бути скромним»
- Ірина Папа  — за переклад есею Клауса Ріфб'єрґа «Радість у вині»
- Ірина Петерсон (Павлюк)  — за переклади з естонської поезії
- Анна Харченко  — за переклад есею Мішеля Онфре «Вино — мистецтво часу»